# 石神勝
石神 勝（いしがみ まさる、1981年6月20日 - ）は、日本の元ラグビー選手。現在ジャパンラグビーリーグワンNTTコミュニケーションズ シャイニングアークス東京ベイ浦安のビジネスデザインリーダーを務めている。

## プロフィール
- 岐阜県岐阜市出身。
- ポジションはフランカー(FL)。
- 身長 190 cm、体重 103 kg
- ニックネームはいっしー、マサル[1]。
- 関西代表に選ばれたことがある[2]。

## 略歴
高校からラグビーを始めた。
2000年、岐阜第一高校卒業後、大東文化大学に入る。
2004年、大東文化大学卒業後、ヤマハ発動機ジュビロに加入。
2005年9月17日に行われたジャパンラグビートップリーグ第1節のクボタスピアーズ戦に先発出場で公式戦初出場を果たす。
2010年、NTTコミュニケーションズシャイニングアークスに加入。
2014年、トップリーグ100試合出場を達成。
2018年、現役を引退した。
2020年、NTTコミュニケーションズシャイニングアークスのビジネスデザインリーダーに就任。